# Molophilus akama
Molophilus akama là một loài ruồi trong họ Limoniidae. Chúng phân bố ở miền Australasia.